# Soldier of Love
Soldier of Love é o sexto álbum de estúdio da banda britânica Sade, foi lançado mundialmente no dia 8 de Fevereiro de 2010 e no dia 9 de Fevereiro do mesmo ano nos Estados Unidos, pelo selo musical Epic.
É o primeiro álbum de inéditas em dez anos do grupo, seu último lançamento inédito foi o álbum Lovers Rock, lançado em 2000. Depois de uma grande espera, e sites divulgando erroneamente informações sobre o disco, em Novembro a gravadora Sony anunciou o lançamento do álbum para a alegria dos fãs. O primeiro single, a faixa título "Soldier of Love", do álbum foi lançado no dia 8 de Dezembro de 2009.
O single de "Soldier of Love" estreou na posição # 58 do chart Billboard Hot 100, sendo a maior estréia da banda na parada. Soldier of Love estreou na primeira posição da parada de álbuns Billboard 200, vendendo mais de 500 mil cópias do disco em sua primeira semana de estréia, esta é considera a maior estréia de um álbum no ano. No Brasil foram vendidos mais de 20 mil cópias no país, e sendo certificado com Disco de Ouro pela ABPD.

## Faixas
Todas as faixas são compostas por Sade Adu, Andrew Hale, Paul S.Denman e Stuart Matthewman.E, produzidas por Sade Adu e Mike Pela.
1. "The Moon and the Sky" – 4:27
2. "Soldier of Love" – 5:57
3. "Morning Bird" – 3:54
4. "Baby Father" – 4:39
5. "Long Hard Road" – 3:00
6. "Be That Easy" – 3:39
7. "Bring Me Home" – 4:06
8. "In Another Time" – 5:04
9. "Skin" – 4:14
10. "The Safest Place" – 2:43